# Reiderland (gemeente)
Reiderland (uitspraakⓘ; inwoners per 2009: 6.976, bron: CBS) is een voormalige gemeente in de Nederlandse provincie Groningen, in de gelijknamige landstreek Reiderland. De hoofdplaats was Beerta. De gemeente besloeg een oppervlakte van 156,72 km² (waarvan 58,17 km² water). In Reiderland ligt de oostelijkste plek van Nederland (bij het dorp Bad Nieuweschans, langs de A7).
Reiderland is ontstaan in 1990 uit een gemeentelijke herindeling van Beerta, Finsterwolde en Nieuweschans. Deze drie plaatsen werden toen samengevoegd. Op 1 januari 2010 is de gemeente opgeheven en gefuseerd met Winschoten en Scheemda, onder de naam Oldambt.
De naam Reiderland is ontleend aan de middeleeuwse landstreek Reiderland.

## Geschiedenis
De gemeente Reiderland omvat het oostelijk deel van het Oldambt, dat ook wel de "graanschuur van Nederland" werd genoemd. Na het ontstaan van de Dollard in de late middeleeuwen werd geleidelijk het land heroverd op de zee door diverse inpolderingen. Zo ontstonden in de 16e en 17e eeuw de polders De Binnenlanden, Uiterdijken en de Kroonpolder. In de 18e eeuw werden de Oostwolderpolder en de Stadspolder ingepolderd. In de 19e eeuw volgden de Reiderwolderpolder en de Johannes Kerkhovenpolder en in de 20e eeuw de Carel Coenraadpolder. De laatste inpoldering betrof Breebaart, maar dit gebied heeft nooit als landbouwgebied dienstgedaan. Vooral de inpolderingen uit de 19e en de 20e eeuw waren grootschalig van karakter. De sociale afstand tussen de landeigenaren, de herenboeren, en de landarbeiders was groot en leidde tot spanningen tussen beide bevolkingsgroepen. De grote landbouwbedrijven gingen in de loop van de 20e eeuw steeds meer over op mechanisering, waardoor veel landarbeiders werkloos werden.

### Opkomst socialisme
In deze context is het niet zo verwonderlijk dat het eind negentiende eeuw opkomende socialisme snel opgang maakte onder de landarbeiders. Vooral de invloed van Ferdinand Domela Nieuwenhuis, een lutherse dominee die in 1879 brak met de kerk en een belangrijk voorman van de socialisten werd, is groot geweest. Hij wist veel landarbeiders over te halen de kerk te verlaten en in opstand te komen tegen de sociale ongelijkheid.
In de eerste helft van de twintigste eeuw radicaliseerde een deel van de socialisten naar aanleiding van de Russische Revolutie. De revolutionaire taal van de communisten sprak zeer veel landarbeiders aan. Na de invoering van het algemeen kiesrecht in 1917/1919 steeg de invloed van de communisten in de gemeenteraden van met name Beerta en Finsterwolde dan ook snel. Nog voor de Tweede Wereldoorlog uitbrak wisten zij daar de meerderheid te behalen, waardoor de boeren definitief hun dominante posities kwijtraakten.

#### Crisis in Finsterwolde
Als gevolg van hun leidende rol in het verzet bereikte de aanhang van de communisten na de Tweede Wereldoorlog een hoogtepunt. Door de Koude Oorlog steeg de spanning echter en werden de communisten door de overige partijen steeds meer geïsoleerd. In Finsterwolde ontstond in 1951 een crisis, nadat een groep stakende gemeentewerkers was ontslagen en de sociale dienst hen tegen de zin van de burgemeester toch een uitkering verleend had. De regering besloot de gemeente onder curatele te stellen: de gemeenteraad werd buitenspel gezet en de burgemeester werd als regeringscommissaris aangesteld. De gebeurtenissen in Oost-Groningen haalden zelfs de wereldpers en het gebied werd in het buitenland bekend als 'Little Moscow'.
Ook later nog kwam het gebied geregeld in het nieuws, bijvoorbeeld door de gasboycotacties in 1983. Veel mensen kwamen destijds door de slecht draaiende economie en de stijgende woonlasten in geldnood, waardoor zij hun gasrekening niet meer konden betalen. De M.E. werd vervolgens ingezet om de rekeningen alsnog betaald te krijgen, tot grote woede van de bevolking.

### CPN-burgemeester Jagersma
In 1982 benoemde minister van Binnenlandse Zaken Ed van Thijn de communiste Hanneke Jagersma (CPN) tot burgemeester van de gemeente Beerta. Zij werd daarmee de eerste en tot nu toe enige communistische burgemeester van Nederland. Op 1 januari 1990 eindigde haar ambtsperiode als gevolg van de gemeentelijke herindeling: de gemeenten Finsterwolde en Nieuweschans werden opgeheven en bij Beerta gevoegd.

### Socialisme in fusiegemeente Reiderland
In juli 1991 werd de naam van de gemeente Beerta gewijzigd in Reiderland. Ook in de fusiegemeente behaalde de NCPN, ontstaan uit ontevredenheid over het opgaan van de CPN in GroenLinks, de absolute meerderheid. In 1998 ging deze verloren en werd de PvdA de grootste partij, maar de NCPN behield grote invloed op de gemeentepolitiek en werd in 2002 weer de grootste partij. De communisten vormden een college met Gemeentebelangen, traditioneel de partij van de herenboeren en dus een natuurlijke "vijand" van de NCPN. De partijen vonden de tegenstellingen echter niet meer relevant. Bij de Tweede Kamerverkiezingen van dat jaar, waaraan de NCPN niet deelnam, behaalde de LPF in Reiderland een opmerkelijk hoge score van 23%. Bij de gemeenteraadsverkiezingen van 2006 werd de NCPN afgestraft: de partij viel terug van 5 naar 2 zetels en werd daarmee de kleinste partij in de gemeenteraad (totaal 13 zetels). De PvdA (van 3 naar 5) en de SP (van 1 naar 3) wonnen, Gemeentebelangen bleef stabiel op 3 zetels.

## Recente ontwikkelingen

### Blauwestad
Halverwege de negentiger jaren kwamen de lokale en provinciale overheid en de rijksoverheid tot de conclusie dat het gebied Oldambt een economische impuls nodig had. De lokale en regionale economie steunde te eenzijdig op de landbouw. Bovendien ging het niet goed met die bedrijfstak. Verder kende het gebied een hoge werkloosheid. Met het project Blauwestad, dat mede dankzij Europese subsidies werd gerealiseerd, werd geprobeerd het gebied een extra impuls te geven. De Blauwestad is een langlopend investeringsprogramma (10-20 jaar), waarbij een nieuw kunstmatig meer werd aangelegd, het Oldambtmeer (even groot als het Snekermeer), met natuurgebieden, vaarverbindingen en voorzieningen voor toerisme en recreatie.

### Financieel beleid
De structureel slechte financiële situatie van de gemeente leidde tot de zogenaamde artikel 12-status, waarbij de gemeente als het ware onder curatele werd gesteld van het Rijk. Voor de inwoners van de gemeente betekende dit onder meer: lastenverzwaring, privatisering en bezuiniging. Dit was een breuk met het lokale beleid in het verleden.

### Krimpvraagstuk
In de laatste raadsperiode werd de voormalige gemeente Reiderland geconfronteerd met de 'affaire Ganzedijk'. De voorgenomen sloop van 57 naoorlogse woningen in het gehucht Ganzedijk leidde tot het vertrek van de verantwoordelijke wethouder. De kwestie kreeg daarna aandacht in zowel de lokale, de regionale als de landelijke pers. Ganzedijk wordt sindsdien gezien als een landelijk symbool van het krimpvraagstuk. De vraag is op welke wijze de structurele bevolkingsdaling aangepakt moet worden. Daarbij zijn problemen aan de orde als leegstand van woningen en een dalend voorzieningenniveau in de zogenaamde krimpregio's.

### Bevolkingscijfers 1975–2010
- 1975 – 7.744 inwoners
- 1980 – 7.579 inwoners
- 1985 – 7.588 inwoners
- 1990 – 7.174 inwoners
- 1995 – 7.131 inwoners
- 2000 – 6.979 inwoners
- 2005 – 6.970 inwoners
- 2010 – 6.963 inwoners

### Gemeentelijke herindeling
De gemeenten Winschoten, Scheemda en Reiderland zijn op 1 januari 2010 gefuseerd tot gemeente Oldambt. De bevolking van de drie gemeenten heeft in een referendum voor deze naam gekozen. Oud-Winschoter Jan Mulder maakte 20 september 2008 op het gemeentehuis in Winschoten de keuze bekend.

## Bad Nieuweschans
Nieuweschans nam in de voormalige gemeente een wat aparte positie in. Het is geen boerendorp zoals de andere kernen, maar een vesting. De Groningse stadhouder Ernst-Casimir stichtte in 1628 aan de Duitse grens de vesting Nieuweschans, omdat de rijksgrens door verschillende inpolderingen erg open kwam te liggen. Verder zuidelijk werd de grens toen gevormd door het uitgestrekte Bourtangermoeras, dat slecht toegankelijk was en dus veel minder risico met zich meebracht. De vesting lag vanuit Nederland gezien erg afgelegen: er was slechts één trekpad naar Winschoten. Pas in 1866, door de totstandkoming van de spoorverbinding met Groningen, werd de bereikbaarheid sterk verbeterd. Gezien de ligging pal op de grens is het daarom niet zo vreemd dat de contacten met buurland Duitsland  hecht zijn geweest en er vaak zelfs meer in marken dan in guldens werd verhandeld.
In de negentiende eeuw verloor Nieuweschans als vesting steeds meer aan betekenis en in 1870 werd de vestingfunctie bij Koninklijk Besluit opgeheven. In de daaropvolgende decennia werden de vestingwerken langzaam ontmanteld, waardoor de mogelijkheid ontstond om het dorp uit te breiden. Ook de industrialisatie liet haar sporen na: in 1887 werd de strokartonfabriek 'De Dollard' opgericht, die tot de grootste van het land behoorde.
In de Tweede Wereldoorlog werd Nieuweschans door terugtrekkende Duitsers grotendeels verwoest, maar een aantal karakteristieke monumenten uit de vestingperiode zijn gelukkig bewaard gebleven. De bereikbaarheid is sterk verbeterd door de aanleg van de snelweg A7. Net over de grens geeft deze weg aansluiting op de Duitse A31, de noord-zuidverbinding naar het Ruhrgebied.
Door het wegvallen van de grenscontrole in het kader van de Verdragen van Schengen kreeg het grensdorp een nieuwe tegenslag, omdat de grensovergang jarenlang veel werkgelegenheid had geleverd.
In 1975 ontstonden plannen om bij Nieuweschans een kuuroord te ontwikkelen, omdat een Duitse onderzoeker vermoedde geneeskrachtige zoutlagen en mineraalwater in de bodem aan te kunnen treffen. Na aanvankelijke scepsis van Nederlandse zijde werden in 1980 toch enkele proefboringen gedaan, en op 633 meter diepte werd inderdaad het heilzame water gevonden. Daarna werd in Nieuweschans 's lands eerste en enige echte kuurcentrum gebouwd, Fontana Bad Nieuweschans geheten. Het werd in 1985 geopend en is wegens succes al diverse malen uitgebreid. In het kader van een masterplan werd ten tijde van het later gestarte project Blauwestad een economische impuls aan de gemeente Reiderland gegeven, waarbij 'Lifestyle' en 'Wellness' centraal moesten staan. Op 1 april 2009 werd de naam van het dorp veranderd in Bad Nieuweschans.

## Kernen
De gemeente Reiderland telde twintig officiële kernen. De hoofdplaats was Beerta.
| Plaatsnaam       | Inwoners |
| ---------------- | -------- |
| Beerta           | 2.060    |
| Finsterwolde     | 1.760    |
| Bad Nieuweschans | 1.500    |
| Drieborg         | 330      |
| Ganzedijk        | 180      |
| Nieuw-Beerta     | 130      |
| Bron: CBS        |          |

Overige officiële kernen:
| - Beertsterhoogen - Booneschans - Ekamp - Finsterwolderhamrik - Goldhoorn - Hamdijk - Hongerige Wolf | - Kostverloren - Kromme-Elleboog - Nieuwe Statenzijl - Oude Statenzijl - Oudedijk - Oudezijl - Ulsda |

## Politiek
In Oost-Groningen heeft het communisme sinds het einde van de negentiende eeuw veel invloed gehad (zie Geschiedenis). Dat bleek ook nog in 2002 in Reiderland, waar de NCPN (Nieuwe Communistische Partij Nederland) de grootste partij was in de gemeenteraad met 5 raadsleden en een wethouder. De coalitie werd gevormd door NCPN en Gemeentebelangen. Sinds 2006 wordt Reiderland bestuurd door een coalitie van PvdA en SP.
Uitslag van de gemeenteraadsverkiezingen van 2006 (links) en Tweede Kamerverkiezingen van 2006 (rechts):
| Gemeenteraadsverkiezingen | Gemeenteraadsverkiezingen | Gemeenteraadsverkiezingen | Gemeenteraadsverkiezingen | Gemeenteraadsverkiezingen | Gemeenteraadsverkiezingen | Gemeenteraadsverkiezingen | Gemeenteraadsverkiezingen | Gemeenteraadsverkiezingen | Gemeenteraadsverkiezingen | Gemeenteraadsverkiezingen | Gemeenteraadsverkiezingen | Gemeenteraadsverkiezingen |
| Partij                    | 1994                      | 1994                      | 1994                      | 1998                      | 1998                      | 1998                      | 2002                      | 2002                      | 2002                      | 2006                      | 2006                      | 2006                      |
| ------------------------- | ------------------------- | ------------------------- | ------------------------- | ------------------------- | ------------------------- | ------------------------- | ------------------------- | ------------------------- | ------------------------- | ------------------------- | ------------------------- | ------------------------- |
| Partij                    | Stemmen                   | Perc.                     | Zetels                    | Stemmen                   | Perc.                     | Zetels                    | Stemmen                   | Perc.                     | Zetels                    | Stemmen                   | Perc.                     | Zetels                    |
| PvdA                      | 1.286                     | 31,5                      | 4                         | 1.471                     | 40,3                      | 5                         | 832                       | 24,6                      | 3                         | 1.293                     | 38,1                      | 5                         |
| Gemeentebelangen          | 750                       | 18,4                      | 2                         | 879                       | 24,1                      | 3                         | 762                       | 22,6                      | 3                         | 692                       | 20,4                      | 3                         |
| SP                        | -                         | -                         | -                         | -                         | -                         | -                         | 442                       | 13,1                      | 2                         | 644                       | 19,0                      | 3                         |
| NCPN                      | 2.052                     | 50,2                      | 7                         | 1.303                     | 35,7                      | 5                         | 1.150                     | 34,1                      | 5                         | 621                       | 18,3                      | 2                         |
| GroenLinks                | -                         | -                         | -                         | -                         | -                         | -                         | 190                       | 5,6                       | -                         | 146                       | 4,3                       | -                         |
| Opkomst                   | 4.088                     | 71,5                      | 13                        | 3.653                     | 65,9                      | 13                        | 3.376                     | 60,6                      | 13                        | 3.396                     | 60,3                      | 13                        |

| Tweede Kamerverkiezingen | Tweede Kamerverkiezingen | Tweede Kamerverkiezingen | Tweede Kamerverkiezingen | Tweede Kamerverkiezingen | Tweede Kamerverkiezingen | Tweede Kamerverkiezingen |
| ------------------------ | ------------------------ | ------------------------ | ------------------------ | ------------------------ | ------------------------ | ------------------------ |
| Partij                   | 1994                     | 1998                     | 2002                     | 2003                     | 2006                     |                          |
| Partij                   | stemmen in %             |                          |                          |                          |                          |                          |
| PvdA                     | 39,2                     | 46,6                     | 30,2                     | 53,1                     | 42,7                     |                          |
| SP                       | 1,3                      | 8,7                      | 12,0                     | 11,5                     | 30,4                     |                          |
| VVD                      | 9,1                      | 12,0                     | 9,6                      | 8,6                      | 7,9                      |                          |
| CDA                      | 3,9                      | 3,8                      | 8,6                      | 6,6                      | 6,4                      |                          |
| PVV                      | -                        | -                        | -                        | -                        | 3,9                      |                          |
| GroenLinks               | 2,3                      | 6,6                      | 10,0                     | 3,9                      | 3,3                      |                          |
| Partij voor de Dieren    | -                        | -                        | -                        | 0,4                      | 2,5                      |                          |
| ChristenUnie             | -                        | -                        | 0,9                      | 0,5                      | 1,2                      |                          |
| D66                      | 7,3                      | 3,2                      | 2,6                      | 1,2                      | 0,5                      |                          |
| LPF                      | -                        | -                        | 22,9                     | 5,1                      | 0,3                      |                          |
| SGP                      | 0,1                      | 0,0                      | 0,1                      | 0,0                      | 0,2                      |                          |
| NCPN                     | 28,7                     | 14,2                     | -                        | 8,4                      | -                        |                          |
| Opkomst                  | 81,3                     | 72,1                     | 69,8                     | 76,0                     | 77,5                     |                          |

### College van burgemeester en wethouders
- Burgemeester: L.P.A. (Lo) van Kats – PvdA – Van Kats is oud-griffier van de provincie Groningen; hij werd per 1 maart 2007 benoemd tot waarnemend burgemeester, totdat de gemeentelijke herindeling van Reiderland, Winschoten en Scheemda zou zijn afgerond. Dit was op 1 januari 2010 het geval.
- De gemeente heeft altijd twee wethouders gehad. Tot 1998 werden beide wethouders geleverd door de NCPN. In dat jaar werd het college door NCPN en PvdA gevormd, in 2002 door NCPN en Gemeentebelangen. In de laatste raadsperiode van deze gemeente werd de coalitie gevormd door de PvdA en de SP.